# Senecu
Senecu är den lilla piroby i New Mexico där USA:s första vinplantor kom i jorden 1629, cirka 100 år före vinplantorna i Kalifornien. Från 1633 och 40 år framåt producerades där vin till missionskyrkorna i New Mexico.
Pirofolket tillhörde den så kallade pueblokulturen med karakteristiska hus byggda av adobe (torkad lera) i en eller flera våningar. Spanjorer med franciskanermunkar kom söderifrån längs floden Rio Grande och koloniserade området. Man tror att vinplantorna togs med från Spanien. Under puebloupproret 1680 tvingades pirofolket fly söderut till nuvarande Socorro i Texas och Senecu del Sur i Mexiko.
Senecubyn har ännu inte återfunnits av arkeologer och har troligtvis översvämmats och förstörts när Rio Grande har svämmat över.